# Kościół św. Michała Archanioła w Rosinach
Kościół św. Michała Archanioła w Rosinach – katolicki kościół parafialny zlokalizowany we wsi Rosiny w gminie Przelewice, w powiecie pyrzyckim (województwo zachodniopomorskie).

## Historia i architektura
Kościół datowany jest na XIII wiek. Jest budowlą salową, sytuowaną na planie prostokąta o wymiarach 15,5 × 8 m. Wymurowany został z ociosanych bloków granitowych ułożonych w 19 warstwach, elementy dekoracyjne w postaci szczytów i ościeży wykończono z cegły. Przy narożnikach znajdują się masywne, ceglane przypory. W 1734 roku nad zachodnią częścią nawy nadbudowano drewnianą, czworoboczną odeskowaną wieżę dzwonną z latarnią i krzyżem na szczycie, co upamiętnia data umieszczona na chorągiewce. W elewacji południowej zachował się oryginalny, późnogotycki ceglany portal. Drugi, trójuskokowy portal umieszczony jest w ścianie zachodniej. W elewacji wschodniej umieszczone jest jedno duże, późnogotyckie okno ostrołukowe, jej szczyt zdobią trzy ostrołukowe blendy, ponad którymi znajduje się zamurowany oculus. Szczyt ściany zachodniej zdobi pięć blend, trzy wydłużone ku dołowi środkowe zamknięte łukami odcinkowymi, dwie boczne ostrołukowe. W ścianach bocznych znajdują się niskie ostrołukowe okna z cegły przemurowane w czasach nowożytnych, dwa od strony południowej i trzy od strony północnej.
Wnętrze kościoła nakrywa drewniany strop. Nad wejściem znajduje się drewniana empora muzyczna. Zachował się barokowy ołtarz i ambona. Przed kościołem znajduje się czasza kamiennej chrzcielnicy o średnicy 85 cm, przypuszczalnie XIII-wieczna. Teren kościoła otacza dawny cmentarz otoczony kamiennym murem z XV-wieczną ceglaną bramą. Na wieży zawieszony jest XV-wieczny dzwon z inskrypcją o treści O Rex Glorie Christe veni cum pace.
Po II wojnie światowej kościół został rekonsekrowany jako świątynia katolicka w 1946 roku. Od 1973 roku jest kościołem parafialnym.